# Pointe blanche (roman)
Pour les articles homonymes, voir Pointe Blanche.
Pointe blanche (titre original : Point Blanc) est le deuxième roman de la série Alex Rider écrite par Anthony Horowitz. Il a été publié le 3 septembre 2001 au Royaume-Uni puis le 10 octobre 2001 en France.

## Résumé
Le corps de Michael J. Roscoe est retrouvé au bas d'une cage d'ascenseur, après une chute de soixante étages. Les services secrets britanniques, le MI6, ont de bonnes raisons de penser que cette mort suspecte est liée au séjour du fils du milliardaire dans une école très spéciale, perdue dans les Alpes françaises : Pointe Blanche. Pour découvrir ce qui se trame, le MI6 dispose de l'agent secret idéal : Alex Rider. quatorze ans, espion malgré lui...

## Personnages
- Alex Rider
- Alan Blunt : chef du service des Opérations spéciales du MI6.
- Mme Jones : assistante d'Alan Blunt
- Smithers
- Loup
- Hugo Grief : biologiste et directeur de Pointe Blanche.
- Mme Stellenbosh : Seconde du Dr Grief.
- Grief